# Franck Le Normand
François „Franck“ Le Normand (* 22. November 1931 in Paris; † 30. März 2025 in Annecy) war ein französischer Radrennfahrer.

## Sportliche Laufbahn
Le Normand war Bahnradsportler und Teilnehmer der Olympischen Sommerspiele 1952 in Helsinki. Mit Robert Vidal als Partner wurde er beim Sieg von Lionel Cox und Russell Mockridge Vierter im Tandemrennen. Im Sprint schied er im Viertelfinale aus. 
1951 wurde er Dritter der nationalen Meisterschaft im Sprint der Amateure.